# 安賀両家
安賀両家（あんがりょうけ）とは、陰陽道の宗家である安倍氏と賀茂氏の総称。後に改姓し、安倍氏嫡流は「土御門家」、賀茂氏嫡流は「勘解由小路家」と名乗る。